# Frauenneuharting
Frauenneuharting é um município da Alemanha, no distrito de Ebersberg, na região administrativa de Oberbayern, estado de Baviera.